# Substanzpolymerisation

Verlauf einer Substanzpolymerisation von redox-initiiertem Methylmethacrylat mit deutlich erkennbarem Trommsdorff-Effekt

Als Substanz- oder Massenpolymerisation (engl. bulk polymerization) wird die Polymerisation eines Monomers ohne ein zusätzliches Lösungs-, Dispergier- oder Verdünnungsmittel, gegebenenfalls aber unter Zusatz eines Initiators, verstanden. Daraus ergibt sich der Vorteil, dass das Polymer in reiner Form anfällt und keine Fremdstoffe enthält. Aus ökonomischen und ökologischen Aspekten ist die Substanzpolymerisation ebenfalls von Vorteil, da eine Rückgewinnung und Aufreinigung des Lösungsmittels oder Abwasseraufbereitungen entfallen können. Im Allgemeinen sind dadurch hohe Reaktionsgeschwindigkeiten und hohe Molmassen der Polymere zugänglich. Nachteile liegen hingegen in erheblichen Schwierigkeiten bei der verfahrenstechnischen Durchführung dieser Polymerisationen wie der Abfuhr der bei der Polymerisation entstehenden Reaktionswärme und die Handhabung viskoser Polymerschmelzen. Neben dem Trommsdorff-Effekt treten bei höheren Umsätzen vermehrt Nebenreaktionen wie Kettenübertragungen, also der Übertrag einer Polymerkette auf eine andere, auf, die zur Beeinflussung der Produkteigenschaften und eventuell zur Verminderung der gewünschten Qualität führen können.

## Begrifflichkeit
Die veraltete Bezeichnung Blockpolymerisation sollte heutzutage nicht mehr verwendet werden, da dieser Begriff leicht mit den Blockcopolymeren verwechselt werden kann. Der Begriff entstammte dem „Polymerisatblock“, der sich während der Substanzpolymerisation im Reaktor bildet.

## Varianten
Die Substanzpolymerisation kann in verschiedenen Varianten, darunter als Substanzlösungspolymerisation oder Substanzfällungspolymerisation, in fester Phase oder auch in der Gasphase durchgeführt werden. Allen Varianten gemeinsam ist aber immer, dass neben den Monomeren, Polymeren und dem Initiator kein weiteres Lösungsmittel zugegeben wird.

### Substanzlösungspolymerisation
Bei der Substanzlösungspolymerisation wirkt das Monomer als Lösungsmittel für das sich während dem Fortschreiten der Reaktion bildende Polymer. Da bis zum Ende der Polymerisation eine homogene Phase vorliegt, wird die Substanzlösungspolymerisation auch als homogene Substanzpolymerisation bezeichnet. Die Polymerisation wird zudem oberhalb der Schmelztemperatur des Polymers durchgeführt. Auf diese Weise werden verschiedene Kettenpolymerisationen, Polykondensationen und auch Polyadditionen durchgeführt. Homogenen Substanzpolymerisationen, die nach einem radikalischen Kettenmechanismus ablaufen, werden zu Beginn der Reaktion lösliche radikalische Initiatoren zugesetzt, wobei ein vollständiger Umsatz angestrebt wird. Gemäß dem Geschwindigkeitsgesetz für radikalische Polymerisationen sollte die Bruttopolymerisationsgeschwindigkeit und der Polymerisationsgrad mit steigendem Umsatz linear abnehmen. Bei einigen Monomeren besteht dieser Zusammenhang nur bis zu einem Umsatz von etwa 20 %, danach steigt die Bruttoreaktionsgeschwindigkeit wieder stark an und durchläuft ein Maximum, bis die Reaktionsgeschwindigkeit wieder auf Null abfällt, eher ein vollständiger Umsatz erreichbar ist. Die Ursache besteht darin, dass mit fortschreitendem Polymerisationsgrad das Reaktionsmedium viskoser wird und die Radikale in ihrer Diffusion behindert werden. Kleiner Monomermoleküle können hingegen zunächst noch ungehindert diffundieren. Dies führt dazu, dass die Wachstumsgeschwindigkeit der Polymerketten gleich bleibt, die Abbruchgeschwindigkeit (z. B. Rekombination zweier größerer Polymerketten) jedoch sinkt. In der weiteren Folge der Polymerisation bleibt die Konzentration an Radikalen nicht stationär, sondern steigt relativ stark an. Dadurch nehmen Polymerisationsgeschwindigkeit und -grad stark zu. Aufgrund der dadurch stärker werdenden exothermen Reaktion können lokale Überhitzungen (hot spots) im Reaktor auftreten und neben multimodalen Molmassenverteilungen, Verzweigungen oder Polymerabbau zu niedrigeren Molmassen auch zur Explosion führen. Während die ersteren Folge zu einer verminderten Polymerqualität (z. B. Verfärbungen) führen können, stellen Explosition oder das Durchgehen des Reaktors ernste Sicherheitsrisiken dar und müssen daher in jedem Fall vermieden werden. Diese Reaktionsverlauf wird als Trommsdorff- oder Geleffekt bezeichnet. Mit weiter steigender Viskosität werden auch die kleineren Monomere in ihrer Diffusion stark eingeschränkt, wodurch die Polymerisation durch Einfrieren (Glaseffekt) zum Erliegen kommt. Sie kann nur durch eine Temperaturerhöhung wieder in Gang gesetzt und weitergeführt werden.
Um diesen verfahrenstechnischen Problemen entgegenzuwirken, kann die Polymerisation als Zweistufenpolymerisation, bei der der größte Teil der Reaktionswärme nach der ersten Stufe entzogen wird und die Polymerisation in der zweiten Stufe in Kapillaren, Dünnschichten oder dünnen Strahlen im freien Fall zum Vollumsatz geführt wird. Alternativ besteht die Möglichkeit, die Polymerisation bei einem Umsatz von 40 bis 60 % abzubrechen und das restliche Monomer z. B. durch Verdampfen zu entfernen.
Als Beispiele für Substanzlösungspolymerisationen sind die Turmpolymerisation von Styrol, die radikalische Polymerisation von Methylmethacrylat, die einphasige Hochdruckpolymerisation des Ethylens, die Herstellung von Polycaprolactam und die Polykondensation zu Polyethylenterephthalat (PET) zu nennen.

### Substanzfällungspolymerisation
Das charakteristische Merkmal der Substanzfällungspolymerisation besteht darin, dass das während der Reaktion gebildete Polymer in dem Monomer unlöslich ist und ausfällt. Es wird unterhalb des Schmelztemperatur des Polymers gearbeitet. Im Grunde treten bei der Substanzfällungspolymerisation dieselben Probleme auf wie bei der Fällungspolymerisation, also die komplizierte Kontrolle der Selbstbeschleunigung, Abfuhr der Reaktionswärme und zusätzlich noch das Anbacken des Polymers an Reaktorwand und Rührer. Die Substanzfällungspolymerisation wird großtechnisch zur Durchführung von verschiedenen Polymerisationen genutzt. Als Beispiele sind die Herstellung von Polyvinylchlorid (PVC), Polyvinylidenchlorid und anderer Polyvinylhalogenide sowie die radikalische Polymerisation zu Polyethylen bei mittleren Drücken zu nennen.

### Gasphasenpolymerisation
Auch die Gasphasenpolymerisation stellt einer Variante der Substanzpolymerisation dar, da neben dem Monomer und Polymer nur ein Initiator während der Reaktion anwesend ist. Die Besonderheit bei diesem Verfahren besteht allerdings darin, dass das Polymer in fester Phase vorliegt. Der Polymerisationskatalysator und das Monomer (z. B. Ethen oder Propen) werden gasförmig in einen Wirbelschichtreaktor eingedüst, wobei die durch die Polymerisationsreaktion gebildeten Polymerpartikel die Wirbelschicht aufrechterhalten. Der eigentliche Polymerisationsort ist nicht die Gasphase, sondern die festen Katalysatorpartikeln. Mit fortschreitender Polymerisation werden die Katalysatorpartikel zunehmend von festen Polymeren umhüllt. Das Monomer muss dann aus der Gasphase durch die Polymerhülle zu den aktiven Polymerisationszentren diffundieren. Die zugegebene Menge an Monomer und Katalysator bestimmen die Polymerisationsgeschwindigkeit. Die Isolierung des Polymers erfolgt über Austrag aus dem Reaktor durch Druckerhöhung. Beispiele für die Gasphasenpolymerisation sind die Polymerisation von Ethen und Propen mit Übergangsmetallkatalysatoren.

### Polymerisation in fester Phase
Bei der Polymerisation fester, kristalliner Monomere handelt es sich ebenfalls um eine Substanzpolymerisation, sofern kein Lösungsmittel eingesetzt wird. Die Initiierung erfolgt meist durch ionische Strahlung, wobei sowohl radikalische als auch ionische Mechanismen vorgeschlagen wurden. Als Beispiel kann die Polymerisation von kristallinem Acrylamid oder Acrylsäure genannt werden. Die Bruttopolymerisationsgeschwindigkeit ist von der Kristallstruktur und Gitterfehlstellen abhängig. Als Vorteil ergibt sich die Polymerisation im Einkristall. Aufgrund der Unbeweglichkeit der wachsenden Polymerketten treten auch hier hohe Radikalkonzentrationen auf. Die Addition eines neuen Monomers an die Polymerkette ist hingegen nur sehr langsam. Insgesamt ist die Bruttopolymerisationsgeschwindigkeit relativ langsam und der Polymerisationsgrad steigt nur langsam an. Aus diesen Gründen besitzt die Substanzpolymerisation in fester Phase nur eine geringe technische Bedeutung und kann beispielsweise bei der Polymerisation von Methacrylsäure, Acrylnitril, langkettigen Vinylethern, Trioxan, Trithian und Diacetylen zum Einsatz kommen. Gelegentlich findet sich auch Anwendung bei der Nachpolymerisation von Polykondensaten.

### Polymerisation in Einschlussverbindungen
Ein Spezialfall stellt die Substanzpolymerisation in Einschlussverbindungen dar. Hierbei wird die Polymerisation von z. B. Propen, Butadien, Isopren oder Vinylchlorid in kanalartigen, regelmäßig angeordneten Hohlräumen (Wirtsgitter) aus Harnstoff, Thioharnstoff, Stärke, Cyclodextrin oder auch Perhydrophenylen durchgeführt. Das Ziel ist die Herstellung stereoregulärer Polymere mithilfe der Geometrie des Wirtsgitters.